# GG Allin
Jesus Christ Allin (Kevin Michael), ismertebb művésznevén GG Allin (Lancaster, Coös megye, New Hampshire, 1956. augusztus 29. – New York, 1993. június 28.) amerikai punkénekes.

## Életpályája
A kellemetlenségek elkerülése miatt szülei később Kevin Michaelre változtatták fiuk nevét. GG Allin a rocktörténet többféle „leg”-jét is magának tudhatja, többek közt hívták a „legvadabb”, „legkegyetlenebb” előadónak is, koncertjei, performanszai általában nagy visszhangot és botrányt okoztak. Az előadásain a legvadabb punkoktól az értelmiségi művészetkedvelőkön át a sznobokig mindenki előfordult. Többször került összetűzésbe a hatóságokkal, melyeket nem vett túlságosan komolyan. Már kamasz kora óta alapítgattak zenekarokat bátyjával (Merle), melyekben általában dobosként lépett fel. 1977-től 1984-ig a Jabbers nevű zenekarral játszott együtt, mely zenekar csak aláfestésként szolgált GG Allin fellépéseihez és performanszaihoz. A ’80-as évek elejétől kezdve pedig már kizárólag csak a saját művészi megnyilvánulásaival foglalkozott, a zene teljesen másodrendűvé vált az egyéb akciói mellett. A színpadon előszeretettel verte a fejét véresre, különféle önkínzásokat és perverz játékokat mutatott a közönségnek, előszeretettel dobálta a közönséget ürülékkel és különféle testnedvekkel. Erős kábítószerfüggő volt, mely a civil életével teljesen összefonódott, mint ahogyan az előadásai is – vagyis a civil élete és a művészi élete közt szinte semmi különbség nem volt, ugyanúgy élt, ahogyan és amit alkotott. 1993. június 28-án egy koncert utáni reggelen (melyet egy nagy ivászat előzött meg) holtan találták, kábítószer- (valószínűleg heroin-) túladagolás volt halála oka. GG Allin nevét nem elsősorban a zenéjével, hanem előadásaival és élő koncertjeivel írta be a rockzene történetébe.